# Enjoli Izidor
Enjoli Marie Chidebe Izidor (16 gennaio 1980) è un'ex cestista nigeriana.

## Carriera
Con la Nigeria ha disputato i Campionati mondiali del 2006 e i Campionati africani del 2007.